# Тихо прийшов, тихо пішов
Тихо прийшов, тихо пішов або пісня спеціального значення — пісня гурту «Riffmaster», написана під час російсько-української війни. Присвячена воїнам підрозділів Сил спеціальних операцій Збройних Сил України, вважається неофіційним гімном Сил спеціальних операцій ЗСУ.
Написана в 2017 поетом і учасником війни Андрієм Антоненком, музика його ж. Виконується його музичним колективом «Riffmaster».

## Кліп
Станом на 12 грудня 2019 р кліп на пісню набрав сукупно близько 1 млн 800 тис. переглядів, станом на червень 2020 р набрав сукупно близько 2,5  млн переглядів.
Режисер кліпу: Володимир Бондаренко, оператор: Вадим Стасюк.